# 托多爾·阿勒克斯耶夫
托多爾·阿勒克斯耶夫（1983年4月21日—）是一位保加利亞排球運動員。他代表保加利亞國家男子排球隊參賽，參加了2008年奧運會和2012年奧運會。2013年之後，他是保加利亞國家隊的隊長。